# Guémené-Penfao
Guémené-Penfao è un comune francese di 5 063 abitanti situato nel dipartimento della Loira Atlantica nella regione dei Paesi della Loira.

## Società

### Evoluzione demografica
Abitanti censiti